# 张西洛
张西洛（1918年—），曾用名国华，男，四川重庆人，中国记者、报刊活动家，曾任第五、六、七、八届全国政协委员。